# Carter Lake
Carter Lake é uma cidade localizada no estado americano de Iowa, no Condado de Pottawattamie.
Carter Lake é a única cidade do Iowa que fica a oeste do rio Missouri. Isto aconteceu devido a uma cheia em março de 1877, que mudou o trajeto do rio em 2 km para sudeste. Esta singularidade geográfica do Iowa tornou-se um ponto turístico local.

## Demografia
Segundo o Censo dos Estados Unidos de 2010, a sua população era de 3785 habitantes.
Em 2006, fora estimada uma população de 3298, um aumento de 50 (1.5%) face a 2000.

## Geografia
De acordo com o United States Census Bureau tem uma área de
5,2 km², dos quais 4,7 km² cobertos por terra e 0,5 km² cobertos por água.

## Localidades na vizinhança
O diagrama seguinte representa as localidades num raio de 16 km ao redor de Carter Lake.